# Jerônimo Reis
Jerônimo de Oliveira Reis (Lagarto, 10 de setembro de 1955) é um político brasileiro (MDB).

## Biografia
Foi deputado estadual por Sergipe entre 1987 e 1991, vice-prefeito de Lagarto entre 1989 e 1991, deputado federal por Sergipe entre 1991 e 1996; voltou à Câmara na 53ª legislatura, assumindo em fevereiro de 2007. Não chegou a terminar o mandato, que iria até 31 de janeiro de 2011, porque foi destituído judicialmente em agosto de 2010 devido à problemas que ocorreram na época em que era prefeito de Lagarto, cargo que ocupou entre 1997 e 2002.
Em 21 de março de 2013, reconquistou seus direitos políticos no Tribunal de Justiça de Sergipe, em 1 de abril de 2016, oficializou a sua filiação ao MDB. Em 2 de outubro de 2016,  disputou as eleições para prefeito de Lagarto novamente, porém não foi eleito pelo voto popular.